# Risengrød
Risengrød indgår som middagsret i nordisk juletradition. Ris koges til grød med mælk og en smule husholdningssalt. Den serveres varm med smør, kanel og sukker. Til risvandgrød bruges vand i stedet for mælk.

## Historie
Det har i mange år før grødens indtræden været almindeligt i Asien at anvende ris til forskellige former for madlavning – bl.a. budding. Risdesserten er opstået i Mellemøsten eller Persien, hvor den vandt fremgang i Middelalderen.
I den europæiske historie var romerne de første, som brugte risbudding/-grød lavet på gedemælk til medicinske formål. Af denne grund er de første opskrifter nævnt i medicinske tekster. I Skandinavien forekommer risbudding/-grød for første gang i 1542 i Malmø, hvor man til hverdag kogte grøden på vand og kun til højtider brugte man mælk.
Indtil langt op i 1800-tallet, var hovedingrediensen byg, havre og rug, når man fremstillede grød, da ris længe blev betragtet som en luksusvare. Nye traditioner opstod og risengrøden blev introduceret til det bedre borgerskab som en videreudvikling af sødgrøden, der i forvejen ansås for at være et luksusgode. Da grødris var en importvare, og derfor dyre, blev det et statussymbol at kunne servere risengrød for sine julegæster.
Efterhånden blev risengrøden mere og mere udbredt i takt med, at grødrisene blev et mere almindeligt syn hos købmanden. Omkring år 1900 var den således ved at være folkeeje og blev ikke længere betragtet som statussymbol, man forsøgte derfor i de finere kredse at videreudvikle grøden, så den igen kunne blive eksklusiv. Dette resulterede i, at man blandede grøden med hakkede mandler, fløde og vanilje, hvilket blev til risalamande.

### Risengrød og Nisser
Husnissen huserede i midten af århundredet rundt om på lofterne, og der var bred enighed om, at man også skulle sætte grød frem til den, hvis man ville regne med dens hjælp – ellers kunne den blive ondsindet. Julenissen vi kender fra i dag kan spores helt tilbage til vikingetiden, hvor nissen var betragtet som en afgud i den enkelte gård. Man ønskede at behandle nissen respektfuldt for at sikre freden på gården, da drillerierne fra nissen på dette tidspunkt var noget mere voldsomme end de små narrestreger vi kender fra i dag - man troede fx at nissen kunne finde på at slå gårdens bedste ko ihjel. Her er det at grøden kommer ind i billedet, man havde ikke ris i vikingetidens bondesamfund, men man havde sødgrøden (korn kogt på sødmælk) som blev serveret med smør ved festlige lejligheder.

## Brug
Rester af risengrød, eller risengrød generelt, bruges til at lave desserten og juleretten risalamande.
Derudover er rester af risengrød traditionelt brugt til klatkager og kan også bruges i boller, hvor ca. en tredjedel af hvedemelet erstattes af risengrøden, hvor dejen skal være mere lind (og derfor klistret) end klassiske boller.